# モーシェ・デ・レオン
モーシェ・デ・レオン（ヘブライ語: משה בן שם-טוב די-ליאון Moshe ben Shem-Tov, スペイン語: Mosé ben Sem Tob de León, 1250年 - 1305年）は、スペインのユダヤ教徒のラビ、カバリスト。

## 生涯
グアダラハラの出身。カスティーリャのユダヤ人共同体でユダヤ哲学について研鑽に努め、『柘榴の書』( Sefer ha-Rimon )などの著作を発表した。モーシェ・ベン＝マイモーンの『迷える人々の為の導き』も入手している。やがて、自身のトーラー解釈について小冊子の執筆をはじめ、のちに『ゾーハル』としてまとめられた。『ゾーハル』は、2世紀のタンナーであるシモン・バル・ヨハイが著者であるという設定のもとで書かれた。ヘブライ語、カスティーリャ語、アラビア語をちりばめた偽アラム語も用いられ、トーラー（五書）に対応するように5つの注釈書で構成されていた。
モーシェはやがてアビラへ移り住み、自ら書いた冊子をシモン・バル・ヨハイの著作として各地で売り歩いた。そしてバヤドリードからの帰途、アレバロで死去した。自分の名を使わないことについて妻に問われた時には、自分の名では売れないが、2世紀のシモン・バル・ヨハイの著作から書き写したと言えば高値がつくと答えたとされる。未亡人となった妻のもとを裕福な商人が訪れ、シモン・バル・ヨハイの写本を持参金がわりにモーシェの娘に自分の息子を婿にしたいという申し出もあったという。ただ、モーシェにまつわる逸話は、イサク・ベン・サミュエルの手記による二次情報や三次情報も多い。
『ゾーハル』に込められた解釈や神秘思想は、多大な影響を与えた。15世紀以降はカバリストの間で高く評価され、アシュケナジム文化圏や東欧へと広がっていった。